# Двайт Кінг
Двайт Кінг (англ. Dwight King; 5 липня 1989, м. Медоу-Лейк, Канада) — канадський хокеїст, лівий нападник. Виступає за «Лос-Анджелес Кінгс» у Національній хокейній лізі.
Виступав за «Летбридж Гаррікейнс» (ЗХЛ), «Онтаріо Рейн» (ECHL), «Манчестер Монаркс» (АХЛ).
В чемпіонатах НХЛ — 174 матчі (26+33), у турнірах Кубка Стенлі — 64 матчі (10+14).
Досягнення
- Володар Кубка Стенлі (2012, 2014).